# Siemens AG
Siemens AG là hãng thiết bị công nghiệp lớn nhất của CHLB Đức và châu Âu, các trụ sở quốc tế của Siemens đóng ở Berlin và München. Công ty này có 6 lĩnh vực kinh doanh: tự động hóa & điều khiển, điện lực, vận tải, y tế, thông tin và liên lạc và chiếu sáng. Ngày 28 tháng 11 năm 2007, Siemens tổ chức lại thành 3 nhóm: công nghiệp, năng lượng, chăm sóc y tế với 15 phân ban. Trên khắp thế giới, Siemens có nhiều công ty con và sử dụng khoảng 480.000 nhân công ở 90 quốc gia và có doanh số toàn cầu đạt 72,488 tỷ Euro trong năm tài chính 2007. Siemens AG được niêm yết tại Sở giao dịch chứng khoán Frankfurt và đã niêm yết tại Sở giao dịch chứng khoán New York từ ngày 12 tháng 3 năm.